# Zuckerman scatenato
Zuckerman scatenato (Zuckerman Unbound) è un romanzo del 1981 dello scrittore statunitense Philip Roth. Il protagonista, Nathan Zuckerman, era già apparso in Lo scrittore fantasma (1979) e apparirà ancora in La lezione di anatomia (1983) e L'orgia di Praga (1985), quindi in La controvita (1986) e Il fantasma esce di scena (2007). È stato visto come alter ego dello scrittore, producendo diverse ipotesi e dibattiti, compreso le interviste e gli interventi cui l'autore si è prestato per una sorta di metanarrativa.

## Trama
Il romanzo mette in parallelo diversi eventi reali della vita di Roth, tra cui la pubblicazione del suo romanzo Lamento di Portnoy e il trambusto che lo circondava sulla scia della fama conseguente. Per analogia, Zuckerman ha ottenuto consensi e notorietà con il romanzo Carnovsky, che racconta la storia tragicomica, per lo più sessuale, di un uomo che invecchia.

## Edizioni italiane
- Philip Roth, Zuckerman scatenato, traduzione di Pier Francesco Paolini, Milano, Bompiani, 1981,  p. 184.
- Philip Roth, Zuckerman scatenato, traduzione di Vincenzo Mantovani, Torino, Einaudi, 2004,  p. 185, ISBN 88-06-15825-2. 
Poi in ET n. 1361, 2005; 
infine in Super ET uniform edition, 2014, ISBN 9788806220051.